# 張梧
張梧（？年—？年），字伯高，號掖垣，山东兖州府平阴县人。明末清初政治人物。

## 生平
天啓四年（1624年）甲子科山东乡试舉人，崇祯四年（1631年）辛未科进士。吏部观政，授户部河南司主事，调山西司，宣府管粮，十一年被革职。
明亡仕清，以原官起用，升本司员外郎，榷淮关，因不善逢迎，违背了漕运总督，被革职罢归。归乡后被知县逼迫随军入山剿寇，以致遇害，年六十八。